# جون غرانت (مغني)
جون غرانت (بالإنجليزية: John Grant)‏ هو مغني ومغن مؤلف أمريكي، ولد في 25 يوليو 1968 في دنفر في الولايات المتحدة.

## وصلات خارجية
- الموقع الرسمي
- جون غرانت على موقع ميوزك برينز (الإنجليزية)
- جون غرانت على موقع أول ميوزيك (الإنجليزية)
- جون غرانت على موقع ديسكوغز (الإنجليزية)